# The Best Years: Auf eigenen Füßen
The Best Years: Auf eigenen Füßen ist der Titel einer kanadischen Fernsehserie, die von 2007 bis 2009 produziert wurde. Sie lief ab Mai desselben Jahres auf den Sendern Global und E!. Charity Shea spielt die anfangs 17-jährige Samantha Best, die die Uni in Boston besucht und Karriere machen will.
Ab 20. September 2008 sendet der Österreichische Rundfunk die erste Staffel der Serie im Zweikanalton im Samstag-Nachmittagsprogramm von ORF 1.
Gedreht wurde die Serie in Guelph und Toronto sowie in den Toronto Film Studios. Am 4. Juni gaben die Sender Global Television Network und E! bekannt, dass die Serie um eine weitere Staffel verlängert wird.

## Handlung
Samantha wuchs als Waise – ihre Eltern starben als sie 7 Jahre alt war – im Kinderheim auf und hatte nicht immer ein leichtes Leben. Zu Beginn ihres Studiums muss sie zusammen mit 3 Bekannten miterleben, wie ein Student vom Dach des Wohnheims stürzt und zu Tode kommt, nachdem die vier zuvor zusammen unerlaubt getrunken hatten. Das bringt ihr Studium auf der Bostoner Universität in Gefahr. Nur mit viel Glück kann sie ihren Platz und ihren Ruf auf der Schule beibehalten.

## Besetzung
| Rolle           | Schauspieler        | Episoden | Synchronsprecher  |
| --------------- | ------------------- | -------- | ----------------- |
| Samantha Best   | Charity Shea        | 1–21     | Julia Meynen      |
| Kathryn Klarner | Jennifer Miller     | 1–21     | Maria Koschny     |
| Noah Jensen     | Randall Edwards     | 1–21     |                   |
| Devon Sylver    | Brandon Jay McLaren | 1–14     | Tobias Nath       |
| Dawn Vargaz     | Athena Karkanis     | 1–13     | Esther Barth      |
| Trent Hamilton  | Niall Matter        | 1–13     | Tommy Morgenstern |

Die deutsche Synchronisation entstand unter der Dialogregie von Karin Buchholz durch die Synchronfirma Deutsche Synchron Karlheinz Brunnemann in Berlin.